# Temple of Dread
Temple of Dread ist eine deutsche Death-Metal-Band aus Ostfriesland, die im Jahr 2018 gegründet wurde. Die Band steht bei Testimony Records unter Vertrag.

## Geschichte
Der Gründung der Band ging die Überlegung der Freunde Markus Bünnemeyer und Frank Albers voraus, warum (Death-)Metal heute oftmals eher steril und „verkopft“ wirkt. Ziel sollte es sein, den unbeschwerten Geist der Achtziger- und Neunzigerjahre-Death-Metal-Szene in die heutige Zeit zu transferieren. Songs mit hohem Wiedererkennungswert, verständlichen Strukturen und dennoch überwiegend hohem Tempo stellten nach Auffassung der beiden Fans im neuen Jahrtausend nur noch Randerscheinungen in der Flut der modernen Veröffentlichungen dar. Während Gitarrist/Bassist Bünnemeyer (zuvor Thrashhammer und Live-Bassist bei der Death-Metal-Band Slaughterday) unmittelbar mit dem Komponieren erster Songs begann, startete der Psychologe Albers mit dem Verfassen passender Texte.
Auf der Suche nach Mitmusikern konnte zunächst Jörg Uken (Soundlodge Studios) als Schlagzeuger und darüber hinaus als Produzent gewonnen werden. Bei einer gemeinsamen Slaughterday-Probe stellte sich zudem deren Gitarrist Jens Finger als Wunschkandidat für den Gesangsposten heraus. In dieser Besetzung entstanden in den ersten fünf Jahren der Bandgeschichte die Alben Blood Craving Mantras, World Sacrifice, Hades Unleashed und Beyond Acheron, die von Fans und Kritikern überaus positiv bewertet wurden. Als Gastmusiker konnten für einzelne Stücke Musiker wie Marc Grewe (u. a. Ex-Morgoth, Insidious Disease, Deimos Dawn), Henri Sattler (God Dethroned) und Rutger van Noordenburg (Pestilence) gewonnen werden.

## Stil
Temple of Dread spielen traditionellen Death Metal in überwiegend hohem Tempo, wobei auf Blastbeats (als Grundbeat) weitestgehend verzichtet wird. Die Songs verfügen oftmals über klassische Metal-Song-Strukturen und zeichnen sich insbesondere in den Refrains durch eingängige Melodien mit hohem Wiedererkennungswert aus. Die Texte der ersten beiden Alben beschäftigen sich mit menschlichen Abgründen, mentalen Ausnahmesituationen und realen sowie irrealen Bedrohungen. Bisweilen werden Bezüge zu realen und historischen Themen hergestellt, wie zum Beispiel der Segnung der Atombombe zum Ende des Zweiten Weltkriegs in World Sacrifice. Seit Hades Unleashed verfolgen Temple of Dread textlich das Konzept, antike Themen und Mythen im Death-Metal-Stil aufzuarbeiten oder weiterzuspinnen. Alle Texte werden von Frank Albers geschrieben.
Patrick Schmidt vom deutschen Rock-Hard-Magazin bewertete das dritte Album mit „somit ist Hades Unleashed erneut ein Festschmaus für Fans von Obituary über Death oder Morgoth bis hin zu frühen Slayer“. Das Album erreichte den 2. Platz des Rock Hard Soundchecks im August 2021.

## Diskografie
Alben
- 2019: Blood Craving Mantras (Testimony Records)
- 2020: World Sacrifice (Testimony Records)
- 2021: Hades Unleashed (Testimony Records)
- 2023: Beyond Acheron (Testimony Records)
- 2024: God of the Godless (Testimony Records)